# Iulia-Karin Patrut
Iulia-Karin Patrut (* 1975) ist eine deutsche Literaturwissenschaftlerin.

## Leben
Von 1995 bis 2001 studierte sie Kulturwissenschaften an der Universität Lüneburg (Abschluss: Magister Artium). Von 2002 bis 2003 war sie wissenschaftliche Mitarbeiterin am Institut für Deutsche Sprache und Literatur und ihre Didaktik in Lüneburg. Von 2003 bis 2005 war sie Promotionsstipendiatin im DFG-Graduiertenkolleg Identität und Differenz. Geschlechterkonstruktion und Interkulturalität an der Universität Trier. Nach der Promotion 2005 (Neuere deutsche Literaturwissenschaft) bei Herbert Uerlings war sie von 2005 bis 2012 wissenschaftliche Mitarbeiterin (Habilitationsstelle) im Teilprojekt C5 des SFB 600 Fremdheit und Armut. Wandel von Inklusions- und Exklusionsformen von der Antike bis zur Gegenwart in Trier. Nach der Habilitation 2012 an der Universität Trier. Venia legendi für Neuere deutsche Literaturwissenschaft vertrat sie von 2013 bis 2014 eine W3-Professur an der Universität Paderborn (Neuere deutsche Literaturwissenschaft/Literaturdidaktik). Von 2014 bis 2015 Mitglied war sie im Forschungszentrum Europa. Beteiligung mit einem eigenen Projekt an der SFB-Initiative 1158 tätig und zugleich Privatdozentin und Wissenschaftliche Mitarbeiterin an der Universität Trier. Seit 2015 ist sie Professorin für Germanistische Literaturwissenschaft im europäischen Kontext an der Universität Flensburg.
Ihre Forschungsgebiete sind deutschsprachige Literaturen des 17. bis 21. Jahrhunderts, Literatur- und kulturwissenschaftliche Europa-Forschung, Inklusion/Exklusion; Literatur und Wissen; Literatur und gesellschaftliche Praxis; Postkoloniale und Gender Studien, deutsch-jüdische Literatur (insb. Paul Celan), Darstellungs- und Verfolgungsgeschichte von ‚Zigeunern‘, Migration und transeuropäische Literatur und Literaturdidaktik.

## Schriften (Auswahl)
- Schwarze Schwester – Teufelsjunge. Ethnizität und Geschlecht bei Paul Celan und Herta Müller. Köln 2006, ISBN 3-412-33805-2.
- Phantasma Nation. „Zigeuner“ und Juden als Grenzfiguren des „Deutschen“. (1770–1920). Würzburg 2014, ISBN 3-8260-5320-6.
- mit Michael Hofmann: Einführung in die interkulturelle Literatur. Darmstadt 2015, ISBN 3-534-26626-9.
- mit Matthias Bauer und Harald Hohnsbehn: Fontane und die Realisten. Weltgehalt und Eigensinn. Würzburg 2019, ISBN 3-8260-6868-8.